# Sukosono
Sukosono is een bestuurslaag in het regentschap Japara van de provincie Midden-Java, Indonesië. Sukosono telt 6604 inwoners (volkstelling 2010).